# Gösta Danielson (friidrottare)
Gösta Danielson, född 17 november 1889 i Stockholm, död 14 februari 1960 i Brooklyn, New York, var en svensk friidrottare (höjdhopp). Han tävlade för Djurgårdens IF.
Danielson deltog vid OS i London 1908 där han blev utslagen i försöken på 800 meter.
Gösta Danielson emigrerade till Amerika 1905.

## Fotnoter
1. 1 2  Rotemannen, CD-ROM, Sveriges Släktforskarförbund/Stockholms Stadsarkiv (2012).
2. ↑  ”Gösta Danielson” (på engelska). olympedia.org. https://www.olympedia.org/athletes/76106. Läst 30 augusti 2020.